# Melanie Oudin
Melanie Oudin (* 23. September 1991 in Marietta, Georgia) ist eine ehemalige US-amerikanische Tennisspielerin.

## Persönliches
Oudin ist französischer Abstammung. Sie hat eine Zwillingsschwester namens Katherine. Im Alter von sieben Jahren wurde sie von ihrer Großmutter an das Tennisspiel herangeführt. Von der siebten Klasse an wurde sie zu Hause unterrichtet, damit sie mehr Zeit für das Training hatte.
Ihr Vorbild ist Justine Henin, von der Oudin einmal sagte: „Um zu siegen, muss man nicht groß sein.“

## Karriere

### 2007
Oudin gewann auf der ITF Junior Tour einschließlich der „Eddie Herr International Junior“-Tennis-Meisterschaften 27 Partien und 4 Turniere hintereinander. Sie war kurz davor, auch das fünfte Turnier zu gewinnen, als sie das Einzelfinale der unter 18-Jährigen beim Orange Bowl gegen Michelle Larcher de Brito aus Portugal verlor.

### 2008
Im Februar 2008 wechselte sie auf die WTA Tour. Im April gewann sie die Easter Bowl und die USTA International Spring Meisterschaft.
Für das Turnier in Miami erhielt sie eine Wildcard, sie unterlag in Runde eins Tathiana Garbin in drei Sätzen.
Bei den French Open erreichte sie bei den Juniorinnen das Viertelfinale, das sie gegen Elena Bogdan mit 4:6, 4:6 verlor. Im Juniorinnenwettbewerb von Wimbledon war sie an Nummer 1 gesetzt, schied aber gegen die spätere Siegerin Laura Robson mit 1:6 und 3:6 aus.
Sie erhielt eine Wildcard für das Hauptfeld der US Open und unterlag in Runde gegen Jessica Moore mit 6:7, 6:7. Bei den Juniorinnen schaffte sie es dort bis ins Halbfinale, das sie gegen Gabriela Paz Franco verlor. Im Oktober nahm sie beim Bell Challenge in Québec teil. Sie besiegte die an 3 gesetzte Sybille Bammer mit 6:4, 3:6, 7:5 und anschließend Olga Putschkowa mit 6:1, 7:6. In ihrem ersten WTA-Viertelfinale musste sie sich dann der an 6 gesetzten Bethanie Mattek-Sands mit 6:7 und 1:6 geschlagen geben.

### 2009
Bei den Australian Open überstand sie die Qualifikation, verlor aber im Hauptfeld in Runde eins gegen Oqgul Omonmurodova mit 1:6, 4:6.
Auch in Wimbledon kam sie über die Qualifikation ins Hauptfeld. In der ersten Runde besiegte sie mit 4:6, 6:4, 6:2 erneut Sybille Bammer und in der zweiten Jaroslawa Schwedowa mit 3:6, 6:2, 6:4. Mit einem 6:78, 7:5, 6:2-Sieg über die an Nummer 6 gesetzte Jelena Janković zog sie überraschend ins Achtelfinale ein, das sie mit 4:6, 5:7 gegen Agnieszka Radwańska verlor.
Auch bei den US Open hatte sie einen Lauf. Sie besiegte zunächst Jelena Dementjewa, damals Nummer 4 der Welt, mit 5:7, 6:4, 6:3 und dann die vormalige Weltranglistenerste Marija Scharapowa mit 3:6, 6:4 und 7:5. Im Achtelfinale schaltete sie auch die dritte Russin, Nadja Petrowa, ebenfalls in drei Sätzen aus. Im Viertelfinale schied sie dann gegen Caroline Wozniacki mit 2:6 und 2:6 aus.

### 2010–2012
2010 war kein gutes Tennisjahr für Oudin. Auch bei den US Open schied sie bereits in der zweiten Runde aus. Da sie im Jahr zuvor das Viertelfinale erreicht hatte, verlor sie viele Weltranglistenpunkte.

Ein Überraschungserfolg gelang ihr 2011, als sie zusammen mit Jack Sock den Mixed-Titel der US Open gewann – es war ihr erster Grand-Slam-Titel.
2012 gewann sie in Birmingham endlich auch ihren ersten WTA-Einzeltitel. Als ungesetzte Spielerin besiegte sie im Endspiel diesmal Janković klar in zwei Sätzen.

### 2013–2017
2013 und 2014 litt Oudin an Herzrhythmusstörungen, weswegen sie sich im November 2014 einer Operation unterziehen musste.
2015 und 2016 spielte sie überwiegend auf dem ITF Women’s Circuit und gewann dabei 2016 das Doppel beim Turnier in Surbiton an der Seite von Sanaz Marand gegen Robin Anderson/Alison Bai mit 6:4 und 7:5. Außerdem stehen für
2016 noch zwei Endspiele zu Buche. Im Einzelfinale beim Turnier in Atlanta verlor sie gegen Elise Mertens mit 4:6 und 2:6 und im Doppel beim Turnier in Scottsdale an der Seite Samantha Crawford hatte sie gegen Ingrid Neel/Taylor Townsend mit 4:6 und 3:6 das Nachsehen.
2017 hat sie an keinem Turnier mehr teilgenommen. Am 18. August gab sie ihren Rücktritt vom Tennissport bekannt. Ihren Entschluss erklärte sie mit den vielen gesundheitlichen Problemen der letzten Jahre.

## Turniersiege

### Einzel
| Nr. | Datum              | Turnier              | Kategorie         | Belag     | Finalgegnerin        | Ergebnis       |
| --- | ------------------ | -------------------- | ----------------- | --------- | -------------------- | -------------- |
| 1.  | 27. Juli 2008      | Lexington            | ITF $50.000       | Hartplatz | Carly Gullickson     | 6:4, 6:2       |
| 2.  | 10. Mai 2009       | Indian Harbour Beach | ITF $50.000       | Sand      | Laura Siegemund      | 7:5, 5:7, 6:2  |
| 3.  | 17. Mai 2009       | Raleigh              | ITF $50.000       | Sand      | Lindsay Lee-Waters   | 6:1, 2:6, 6:4  |
| 4.  | 29. April 2012     | Charlottesville      | ITF $50.000       | Sand      | Irina Falconi        | 7:60, 3:6, 6:1 |
| 5.  | 17. Juni 2012      | Birmingham           | WTA International | Rasen     | Jelena Janković      | 6:4, 6:2       |
| 6.  | 4. November 2012   | New Braunfels        | ITF $50.000       | Hartplatz | Mariana Duque Mariño | 6:1, 6:1       |
| 7.  | 29. September 2013 | Las Vegas            | ITF $50.000       | Hartplatz | Coco Vandeweghe      | 5:7, 6:3, 6:3  |

### Doppel
| Nr. | Datum              | Turnier     | Kategorie   | Belag     | Partnerin    | Finalgegnerinnen           | Ergebnis |
| --- | ------------------ | ----------- | ----------- | --------- | ------------ | -------------------------- | -------- |
| 1.  | 21. September 2014 | Albuquerque | ITF $75.000 | Hartplatz | Jan Abaza    | Nicole Melichar Allie Will | 6:2, 6:3 |
| 2.  | 11. Juni 2016      | Surbiton    | ITF $50.000 | Rasen     | Sanaz Marand | Robin Anderson Alison Bai  | 6:4, 7:5 |

### Mixed
| Nr. | Datum             | Turnier | Kategorie  | Belag     | Partner   | Finalgegner                  | Ergebnis          |
| --- | ----------------- | ------- | ---------- | --------- | --------- | ---------------------------- | ----------------- |
| 1.  | 9. September 2011 | US Open | Grand Slam | Hartplatz | Jack Sock | Gisela Dulko Eduardo Schwank | 7:64, 4:6, [10:8] |

## Abschneiden bei Grand-Slam-Turnieren

### Einzel
| Turnier         | 2007 | 2008 | 2009 | 2010 | 2011 | 2012 | 2013 | 2014 | 2015 | 2016 | Karriere |
| --------------- | ---- | ---- | ---- | ---- | ---- | ---- | ---- | ---- | ---- | ---- | -------- |
| Australian Open | —    | —    | 1    | 1    | 1    | Q1   | 1    | —    | —    | —    | 1        |
| French Open     | —    | —    | Q1   | 1    | 1    | 2    | 2    | Q2   | —    | Q2   | 2        |
| Wimbledon       | —    | —    | AF   | 2    | 1    | 1    | 1    | Q3   | Q2   | —    | AF       |
| US Open         | Q2   | 1    | VF   | 2    | 1    | 1    | Q1   | Q3   | Q3   | Q2   | VF       |

Zeichenerklärung: S = Turniersieg; F, HF, VF, AF = Einzug ins Finale / Halbfinale / Viertelfinale / Achtelfinale; 1, 2, 3 = Ausscheiden in der 1. / 2. / 3. Hauptrunde; Q1, Q2, Q3 = Ausscheiden in der 1. / 2. / 3. Runde der Qualifikation; n. a. = nicht ausgetragen

### Doppel
| Turnier         | 2007 | 2008 | 2009 | 2010 | 2011 | 2012 | 2013 | 2014 | 2015 | Karriere |
| --------------- | ---- | ---- | ---- | ---- | ---- | ---- | ---- | ---- | ---- | -------- |
| Australian Open | —    | —    | —    | 1    | 1    | —    | —    | —    | —    | 1        |
| French Open     | —    | —    | —    | 2    | 1    | —    | 1    | —    | —    | 2        |
| Wimbledon       | —    | —    | —    | 1    | 1    | —    | 1    | —    | —    | 1        |
| US Open         | 1    | 1    | 1    | 2    | 1    | 1    | 2    | 1    | 1    | 2        |

### Mixed
| Turnier         | 2008 | 2009 | 2010 | 2011 | 2012 | 2013 | 2014 | 2015 | 2016 | Karriere |
| --------------- | ---- | ---- | ---- | ---- | ---- | ---- | ---- | ---- | ---- | -------- |
| Australian Open | —    | —    | —    | —    | —    | —    | —    | —    | —    | —        |
| French Open     | —    | —    | —    | —    | —    | —    | —    | —    | —    | —        |
| Wimbledon       | —    | —    | —    | —    | —    | —    | —    | —    | —    | —        |
| US Open         | 1    | 1    | AF   | S    | AF   | 1    | AF   | —    | 1    | S        |